# Georges Hourdin
Pour les articles homonymes, voir Hourdin.
Georges Hourdin, né le 3 janvier 1899 à Nantes et mort le 29 juin 1999 à Clamart, est un croyant, écrivain, journaliste et homme d'affaires français.

## Biographie
Son histoire est décrite par l'Association Georges Hourdin dont le texte est en grande partie reproduit ici.
Georges Frédéric Hourdin naît à Nantes (premier canton) le 3 janvier 1899. Son père, Frédéric Auguste Hourdin, est marchand de bois et socialiste, sa mère, Victorine Batuaud, vendéenne et royaliste. L’un et l’autre lui apprennent le goût du travail et l’idée que la liberté est le plus grand bien.
Il se destine à être officier de marine lorsqu’à 17 ans la maladie brise son rêve. Pendant les sept années qui l’éloignent de toute activité physique, il dévore les livres et s’intéresse passionnément à la politique. En ce domaine, ses préférences vont vers ceux qui luttent contre les injustices sociales, qui s’opposent à toutes les dictatures de l’esprit, à toutes les scléroses cléricales et nationalistes. Aussi quand, à 25 ans, il reprend une vie active et obtient la licence en droit, il s’inscrit au Parti démocrate populaire et devient, en 1927, secrétaire général du Petit Démocrate, journal du parti, où il découvre les rapports entre la foi et la politique. Il écrit régulièrement des articles dans L'Aube et dans La Vie catholique, journaux créés par Francisque Gay. En 1937, Georges Hourdin est l’instigateur de la fusion de La Vie catholique avec Temps Présent, hebdomadaire qui prend la suite de Sept, lancé en 1934 par les Dominicains du couvent de Juvisy, notamment les pères Bernadot et Boisselot.
Les années de 1926 à 1940 sont décisives dans la vie de Georges Hourdin, tant par les amitiés nouées — Francisque Gay, Paul Flamand (fondateur des éditions du Seuil), François Mauriac, Robert Buron, Maurice Schumann, Georges Bidault et autres — que par son activité journalistique qui met à nu sa double et inséparable passion : celle des hommes et celle du monde qui bouge et se construit.
Le 10 mars 1931, il épouse Geneviève Marie Amélie Oriolle (1903-1972) dans le 15e arrondissement de Paris.
Durant la guerre de 1940, il cesse toute activité journalistique. Il travaille à la Maison de la Famille où ses activités se concentrent sur la situation des femmes et sur l’avenir de la famille. Parallèlement à ses activités, il participe clandestinement au Groupe de la rue de Lille qui s'était constitué dès 1941 autour d'Émilien Amaury.
Avec Joseph Folliet, Ella Sauvageot et le père Boisselot, il songe au lancement d’un magazine illustré populaire. Il fonde en 1945 un groupe de presse « tourné vers un christianisme ouvert ».
Le 8 juillet 1945 paraît le premier numéro de La Vie catholique illustrée, hebdomadaire en héliogravure, un journal construit autour de cinq caractéristiques : populaire, familial, moderne, d’intérêt général et chrétien. Le succès est immédiat. Dix ans plus tard, son tirage sera de 600 000 exemplaires.
Le 22 janvier 1950, il lance Radio Cinéma, devenu Télérama en juillet 1961.
Le 1er avril 1953. Lancement de L'Actualité religieuse dans le monde. Sa raison d’être : informer sur les événements et les courants de pensée qui se manifestent dans les diverses chrétientés. Idée audacieuse à une époque où le Vatican détient le monopole de l’information religieuse catholique dans le monde. Le 1er juin 1955, la revue prend le titre de Informations catholiques internationales. La revue assure au Groupe une audience et un prestige international incontestés. Le 16 décembre 1998, devant l’importance prise par l’inter religieux, la revue change, une nouvelle fois, de titre, elle s’intitule Actualité des religions et, depuis septembre 2003, Le Monde des religions.
Le 1er mai 1961 est lancée la revue Croissance des jeunes nations. À l’heure de la décolonisation et de la naissance des « jeunes nations », Georges Hourdin veut attirer l’attention sur l’émergence du tiers-monde et sur les enjeux du développement, mettre en lumière la nécessaire solidarité entre le Nord et le Sud. Devant l’évolution du monde, la mondialisation économique, la solidarité ne se limitant plus aux rapports Nord-Sud, en mai 1990, cette revue mensuelle prend le titre de Croissance, le monde en développement. Cette revue est ensuite éditée à partir de 2002 par Télérama et Alternatives économiques sous le nom d'Alternatives internationales.
Du Cri des étudiants au Cri du monde. Au début des années 1960, les dirigeants de la JEC (Jeunesse étudiante chrétienne) songent à un journal où le politique tiendrait une grande place, ce qui n’est pas dans la ligne de pensée des autorités catholiques de l’époque. Le groupe de la Bonne Presse (aujourd’hui Bayard-Presse) ne souhaite pas prendre ce risque. La JEC se tourne alors vers Georges Hourdin, qui accueille lui le projet avec enthousiasme. Le journal s'appelle Le Cri (JEC) et son premier numéro sort en avril 1962, deux mois avant l’indépendance de l’Algérie. Les prises de position du journal sur cette question, toutes acquises à cette indépendance et aux problèmes de société précurseurs de la révolte étudiante de 1968, n’entraînent pas une adhésion suffisante : le journal cesse de paraître en juillet 1965.
Georges Hourdin conserve la volonté de faire paraître un journal d’actualité destiné à un public de cadres, chrétiens ou non, de syndicalistes et de politiques. Il reprend le titre du Cri, et le premier numéro du journal Le Cri du monde paraît en novembre 1966. La vente de 25 000 exemplaires n’est pas suffisante pour en assurer la pérennité. Le Cri du monde est la dernière création de Georges Hourdin.
Georges Hourdin, grand journaliste, a été un témoin et un acteur passionné du XXe siècle. Siècle riche en bouleversements de toutes sortes, il n’a eu de cesse durant quelque 70 ans, d’en expliquer les enjeux à ses lecteurs.
Georges Hourdin est président-directeur général du Groupe des Publications de la Vie catholique de 1963 à 1974, année où il prend sa retraite. Il reste, néanmoins, très actif. Il est directeur de Croissance des Jeunes Nations jusqu’en 1982. Il continue d’écrire un article par semaine dans La Vie jusqu’en 1992. Il est un membre actif de « France terre d’asile ».
Parallèlement aux journaux créés, Georges Hourdin écrit de nombreux articles dans Le Monde et L'Express. Il adhère en 1945 au MRP dont il fut membre de la Commission exécutive pendant de nombreuses années. Il est, par ailleurs, l’auteur d’une trentaine de livres sur des thèmes d’actualité ou des personnalités dont la vie et l’œuvre se trouvaient en résonance avec l’époque.
Il a huit enfants. Il réside à Meudon, rue Charles Desvergnes, où il vit jusqu'à sa mort, survenue à Clamart le 29 juin 1999. Il est enterré au cimetière des Longs Réages à Meudon.
À sa mort, il laisse un groupe de presse en progression, contrôlé par sa famille, revendu en partie peu après au groupe Le Monde. Il lègue aussi sa maison afin d'en faire une maison de retraite pour personnes atteintes de trisomie 21 dont sa fille Marie-Anne (1946-2023) est atteinte.

## Citation
« Dieu existe-t-il ? Est-il tout-puissant et bon ? Pourquoi l'amour ne répond-il pas toujours à l'amour ? Pourquoi nos enfants, nos époux meurent-ils avant l'âge ? Pourquoi les tenons-nous alors, glacés, entre nos bras tremblants ? Trouverons-nous, innombrables, une fois les portes de la mort franchies, une vie nouvelle, tressaillante d'allègre béatitude ? La vie conduit-elle quelque part ? A-t-elle un sens ? Et si ce sens existe, si des réponses crédibles ont été données aux questions qui se posent, innombrables, à nous, où les trouve-t-on ? Qui les a prononcées avec autorité ? Quel héros, quel prophète ou quel saint ? Un Dieu peut-être... Je suis à la fin de ma vie. J'ai l'impression d'être sur des rivages d'où l'on aperçoit, sur l'autre bord, la porte étroite, auréolée de lumière, de l'éternité. Je crois connaître ces réponses. Je sais que leur sagesse, leur mise en pratique peuvent nous rendre libres. Elles sont la clef. Elles ouvrent la porte. Elles sont capables non seulement de nous sauver mais encore de sauver ceux que nous aimons et sans lesquels nous ne pouvons vivre. »

— Georges Hourdin (texte écrit en janvier 1999, pour ses cent ans, quelques mois avant de disparaître)
On peut lire cette citation à la page 14 de l'ouvrage Dieu m'a eu mais je me débats encore paru en 1993 (éditions Desclée de Brouwer), donc antérieurement à janvier 1999.

## Publications
- Ce qu'il faut savoir quand on fonde une famille, 1941, Presses Universitaires de France, Bibliothèque du peuple.
- Mauriac, romancier chrétien, 1944, éditions du Temps Présent.
- Balzac, romancier des passions, 1950, éditions du Temps Présent.
- La Presse catholique, 1957, éditions Fayard.
- Le Cas Françoise Sagan, 1958, éditions du Cerf.
- L’Enfer et le ciel de Bernard Buffet, 1958, éditions du Cerf.
- La nouvelle vague croit-elle en Dieu, 1959, éditions du Cerf.
- Saint Thomas More, 1959, éditions Gabalda.
- Camus le Juste, 1960, éditions du Cerf.
- Pour une civilisation des loisirs, 1961, éditions Calmann-Lévy.
- Simone de Beauvoir et la liberté, 1962, éditions du Cerf.
- Pour les valeurs bourgeoises, 1968, éditions Berger-Levrault.
- Les Chrétiens contre la société de consommation, 1969, éditions Calmann-Lévy.
- Bonhoeffer, une église pour demain, 1971, éditions du Cerf.
- Catholiques et socialistes, 1973, éditions Grasset.
- Dieu en liberté, 1973, éditions Stock.
- Les Jardiniers de Dieu, 1975, éditions Calmann-Lévy.
- Le Malheur innocent, 1976, éditions Stock.
- Pour le Concile, 1977, éditions Stock.
- La Tentation communiste, 1978, éditions Stock.
- Réponse à la nouvelle droite, éditions Stock, suivi de La Nouvelle Droite et les chrétiens, 1980, éditions du Cerf.
- Lamennais, prophète et combattant de la liberté, 1982, Librairie académique Perrin.
- J’aime la vie, dit-elle enfin, 1983, éditions Desclée de Brouwer.
- François, Claire et les autres, 1984, éditions Desclée de Brouwer.
- L’Abbé Grégoire, évêque et démocrate, 1989.
- Dieu m’a eu… mais je me débats encore, 1992, éditions Desclée de Brouwer.
- On n’a plus besoin de toi, 1992, éditions Desclée de Brouwer.
- Le Bonheur, 1994, éditions Bartillat.
- Le Vieil Homme et l’église, 1997, éditions Desclée de Brouwer.
- Le Vieil Homme et la vie, 1999, éditions Desclée de Brouwer.
- Simone Weil, Paris, La Découverte, 1989[7].

NB : les trois livres Le Malheur innocent, J’aime la vie, dit-elle enfin et On n’a plus besoin de toi sont en rapport direct avec l’épreuve qu’a représentée, pour Georges Hourdin et ses proches, la naissance et l’accompagnement sur le chemin de la vie d’une enfant handicapée (trisomie 21).

## Pour approfondir